# José Libertella
José Nicolás Libertella D'Arino (* 9. Juli 1933 in Cálvera, Provinz Potenza, Italien; † 8. Dezember 2004 in der Nähe von Paris), auch genannt „Pepe Libertella“ war ein bedeutender italo-argentinischer Bandoneonspieler, Bandleader, Arrangeur und Komponist.

## Leben
Bereits in seinen Kinderjahren wanderte die Familie Libertellas nach Argentinien aus. Schon als Jugendlicher entdeckte er dort seine Leidenschaft für den Tango und spielte damals bereits mit verschiedenen bekannten Tangomusikern. Zusammen mit Luis Stazo gründete er am 29. April 1973 das „Sexteto Mayor“. Es sollte das bedeutendste und erfolgreichste Tangoorchester der Welt werden.
Libertella war auch der musikalische Leiter der Tangoshow Tango Pasión. Das Ensemble von Tango Pasión war über 10 Jahre lang mit Libertella auf Tournee. Der Erfolg dieser Tangogruppe wird hauptsächlich auf die Musik und Arrangements Libertellas und Stazo zurückgeführt. Für das Tango-Herbstfestival in Paris komponierte er neue Tangomusik. Eines seiner bekanntesten Stücke ist „Paris Otoñal“.
Zusammen mit dem Sexteto Mayor und mehreren anderen Tangogruppen hat Libertella im Laufe seines Lebens über 20 Tonträger aufgenommen. Seine letzte Aufnahme war eine Doppel-CD mit der Anthologie der letzten 30 Jahre des Sexteto Mayor. Mit dieser CD hat er sein eigenes Vermächtnis hinterlassen.
Kurz vor seinem Tod, am 28. November 2004 hatte Libertella einen seiner letzten Auftritte. Libertella starb am 8. Dezember 2004 an einem Aneurysma während einer Frankreichtournee mit seiner Show „Tango Pasión“.

## Einige Kompositionen
- Muchachita de mi pueblo
- Rapsodia de arrabal
- Seis y as
- Una guitarra
- Universo

## Auszeichnungen
- Latin Grammy Award 2003
- Preis des nationalen Kunstfonds Argentiniens für sein Lebenswerk (Überreichung am 1. Dezember 2004, 7 Tage vor seinem Tod).